# Iván Darvas
Dans le nom hongrois Darvas Iván, le nom de famille précède le prénom, mais cet article utilise l’ordre habituel en français Iván Darvas, où le prénom précède le nom.
Iván Darvas, né Szilárd Darvas le 14 juin 1925 à Beje, aujourd’hui Tornaľa en Slovaquie – mort le 3 juin 2007 à Budapest, est un acteur hongrois.

## Filmographie partielle
- 1966 : Jours glacés d'András Kovács
- 1966 : Zoltán Kárpáthy de Zoltán Várkonyi
- 1971 : Amour de Károly Makk
- 1971 : Tiens-toi aux nuages de Péter Szász et Boris Grigoriev
- 1999 : Mary, Mother of Jesus de Kevin Connor (téléfilm)
- 2003 : A Long Weekend in Pest and Buda de Károly Makk